# NGC 2781
NGC 2781 is een balkspiraalstelsel in het sterrenbeeld Waterslang. Het hemelobject werd op 8 februari 1785 ontdekt door de Duits-Britse astronoom William Herschel.

## Synoniemen
- MCG -2-24-2
- IRAS09091-1436
- PGC 25907